# Zespół Nezelofa
Zespół Nezelofa (ang. Nezelof syndrome) – zespół niedoboru odporności spowodowany dysplazją grasicy, najprawdopodobniej dziedziczony autosomalnie recesywnie. Ponieważ grasica jest nieczynna, niedobór odporności jest zależny od limfocytów T. Chorobę opisali Nezelof i wsp. w 1964 roku.